# Tiếng Khiết Đan
Tiếng Khiết Đan hay tiếng Khất Đan ( khi viết bằng đại tự Khiết Đan và  khi viết bằng tiểu tự Khiết Đan, Khitai; tiếng Trung: phồn thể 契丹語, Qìdānyǔ), cũng gọi là tiếng Liêu, là một ngôn ngữ đã mất từng được nói bởi người Khiết Đan (thế kỷ 4-13). Nó là ngôn ngữ chính thức của nhà Liêu (907–1125) và Tây Liêu (1124–1218).
Tiếng Khiết Đan có vẻ có quan hệ phả hệ với các ngôn ngữ Mongol; Juha Janhunen phát biểu, "Cái ý tưởng đang nhận được ủng hộ là rằng tiếng Khiết Đan là một ngôn ngữ mà ở một số khía cạnh hết sức khác biệt với các ngôn ngữ Mongol đã ghi nhận trong lịch sử. Nếu điều này được chứng minh, tiếng Khiết Đan quả thực nên được phân loại như một ngôn ngữ Liên Mongol."
Tiếng Khiết được viết bằng hai hệ chữ khác nhau là đại tự Khiết Đan và tiểu tự Khiết Đan. Bộ tiểu tự là một hệ chữ âm tự (như Hiragana và Katakana của tiếng Nhật) và đã được sử dụng cho tới khi tiếng Nữ Chân  của triều đại nhà Kim thế chỗ nó năm 1191. Bộ đại tự là một hệ văn tự từ phù (như chữ Hán) và có lẽ từng được dùng bởi những nhóm dân tộc Liên Mongol khác như Thác Bạt.

## Từ vựng
Có nhiều mục từ tiếng Khiết Đan mà ta có thể diễn giải được. Bên dưới là một số từ (đã chuyển tự chữ Latinh) có nét tương đồng với các ngôn ngữ Mongol:

### Mùa
| Tiếng Khiết Đan | Nghĩa | Ký âm chữ Mông Cổ | Phát âm tiếng Mông Cổ hiện đại | Tiếng Daur |
| --------------- | ----- | ----------------- | ------------------------------ | ---------- |
| heu.ur          | xuân  | qabur             | havar                          | haor       |
| ju.un           | hạ    | jun               | zun                            | najir      |
| n.am.ur         | thu   | namur             | namar                          | namar      |
| u.ul            | đông  | ebül              | övöl                           | uwul       |

### Động vật
| Tiếng Khiết Đan | Nghĩa | Ký âm chữ Mông Cổ | Phát âm tiếng Mông Cổ hiện đại | Tiếng Daur |
| --------------- | ----- | ----------------- | ------------------------------ | ---------- |
| te.qo.a         | gà    | taqiya            | tahia                          | kakraa     |
| ni.qo           | chó   | noqai             | nohoi                          | nowu       |
| s.au.a          | chim  | sibuga            | shuvuu                         | degii      |
| em.a            | dê    | imaga             | yamaa                          | imaa       |
| tau.li.a        | thỏ   | taulai            | tuulai                         | tauli      |
| mo.ri           | ngựa  | mori              | mori                           | mori       |
| uni             | bò    | üniye             | ünee                           | unie       |
| mu.ho.o         | rắn   | mogoi             | mogoi                          | mowo       |

### Phương hướng, không gian
| Tiếng Khiết Đan | Nghĩa          | Ký âm chữ Mông Cổ | Phát âm tiếng Mông Cổ hiện đại | Tiếng Daur |
| --------------- | -------------- | ----------------- | ------------------------------ | ---------- |
| ud.ur           | đông           | doruna            | dorno                          | garkui     |
| dzi.ge.n        | trái           | jegün             | züün                           | solwoi     |
| bo.ra.ian       | phải           | baragun           | baruun                         | baran      |
| dau.ur.un       | giữa           | dumda             | dund                           | duand      |
| xe.du.un        | ngang          | köndelen          | höndölön                       |            |
| ja.cen.i        | rìa, cạnh, mép | jaqa              | zasan, zaag                    | jag        |

### Thời gian
| Tiếng Khiết Đan | Nghĩa        | Ký âm chữ Mông Cổ | Phát âm tiếng Mông Cổ hiện đại | Tiếng Daur |
| --------------- | ------------ | ----------------- | ------------------------------ | ---------- |
| suni            | đêm          | söni              | shönö                          | suni       |
| un.n/un.e       | nay, bây giờ | önö               | önöö                           | nee        |

### Động từ
| Tiếng Khiết Đan | Nghĩa              | Ký âm chữ Mông Cổ          |
| --------------- | ------------------ | -------------------------- |
| p.o             | trở thành, trở nên | bol-                       |
| p.o.ju          | nâng               | bos-                       |
| on.a.an         | rơi                | una-                       |
| x.ui.ri.ge.ei   | trao, đưa          | kür-ge-                    |
| u-              | cho                | ög-                        |
| sa-             | ở                  | sagu-                      |
| a-              | là                 | a- 'sống', trong "aj ahui" |

### Tự nhiên
| Tiếng Khiết Đan | Nghĩa     | Ký âm chữ Mông Cổ | Phát âm tiếng Mông Cổ hiện đại | Tiếng Daur |
| --------------- | --------- | ----------------- | ------------------------------ | ---------- |
| eu.ul           | mây       | egüle             | üül                            | eulen      |
| s.eu.ka         | sương     | sigüderi          | shüüder                        | suider     |
| sair            | mặt trăng | sara              | sar                            | saruul     |
| nair            | mặt trời  | nara              | nar                            | nar        |
| m.em/m.ng       | bạc       | mönggö            | möng                           | mungu      |

## Bảng Unicode
| Bảng Unicode tiểu tự Khiết Đan Official Unicode Consortium code chart Version 13.0 |    |    |    |    |    |    |    |    |    |    |    |    |    |    |    |    |
|                                                                                    | 0  | 1  | 2  | 3  | 4  | 5  | 6  | 7  | 8  | 9  | A  | B  | C  | D  | E  | F  |
| U+18B0x                                                                            | 𘬀 | 𘬁 | 𘬂 | 𘬃 | 𘬄 | 𘬅 | 𘬆 | 𘬇 | 𘬈 | 𘬉 | 𘬊 | 𘬋 | 𘬌 | 𘬍 | 𘬎 | 𘬏 |
| U+18B1x                                                                            | 𘬐 | 𘬑 | 𘬒 | 𘬓 | 𘬔 | 𘬕 | 𘬖 | 𘬗 | 𘬘 | 𘬙 | 𘬚 | 𘬛 | 𘬜 | 𘬝 | 𘬞 | 𘬟 |
| U+18B2x                                                                            | 𘬠 | 𘬡 | 𘬢 | 𘬣 | 𘬤 | 𘬥 | 𘬦 | 𘬧 | 𘬨 | 𘬩 | 𘬪 | 𘬫 | 𘬬 | 𘬭 | 𘬮 | 𘬯 |
| U+18B3x                                                                            | 𘬰 | 𘬱 | 𘬲 | 𘬳 | 𘬴 | 𘬵 | 𘬶 | 𘬷 | 𘬸 | 𘬹 | 𘬺 | 𘬻 | 𘬼 | 𘬽 | 𘬾 | 𘬿 |
| U+18B4x                                                                            | 𘭀 | 𘭁 | 𘭂 | 𘭃 | 𘭄 | 𘭅 | 𘭆 | 𘭇 | 𘭈 | 𘭉 | 𘭊 | 𘭋 | 𘭌 | 𘭍 | 𘭎 | 𘭏 |
| U+18B5x                                                                            | 𘭐 | 𘭑 | 𘭒 | 𘭓 | 𘭔 | 𘭕 | 𘭖 | 𘭗 | 𘭘 | 𘭙 | 𘭚 | 𘭛 | 𘭜 | 𘭝 | 𘭞 | 𘭟 |
| U+18B6x                                                                            | 𘭠 | 𘭡 | 𘭢 | 𘭣 | 𘭤 | 𘭥 | 𘭦 | 𘭧 | 𘭨 | 𘭩 | 𘭪 | 𘭫 | 𘭬 | 𘭭 | 𘭮 | 𘭯 |
| U+18B7x                                                                            | 𘭰 | 𘭱 | 𘭲 | 𘭳 | 𘭴 | 𘭵 | 𘭶 | 𘭷 | 𘭸 | 𘭹 | 𘭺 | 𘭻 | 𘭼 | 𘭽 | 𘭾 | 𘭿 |
| U+18B8x                                                                            | 𘮀 | 𘮁 | 𘮂 | 𘮃 | 𘮄 | 𘮅 | 𘮆 | 𘮇 | 𘮈 | 𘮉 | 𘮊 | 𘮋 | 𘮌 | 𘮍 | 𘮎 | 𘮏 |
| U+18B9x                                                                            | 𘮐 | 𘮑 | 𘮒 | 𘮓 | 𘮔 | 𘮕 | 𘮖 | 𘮗 | 𘮘 | 𘮙 | 𘮚 | 𘮛 | 𘮜 | 𘮝 | 𘮞 | 𘮟 |
| U+18BAx                                                                            | 𘮠 | 𘮡 | 𘮢 | 𘮣 | 𘮤 | 𘮥 | 𘮦 | 𘮧 | 𘮨 | 𘮩 | 𘮪 | 𘮫 | 𘮬 | 𘮭 | 𘮮 | 𘮯 |
| U+18BBx                                                                            | 𘮰 | 𘮱 | 𘮲 | 𘮳 | 𘮴 | 𘮵 | 𘮶 | 𘮷 | 𘮸 | 𘮹 | 𘮺 | 𘮻 | 𘮼 | 𘮽 | 𘮾 | 𘮿 |
| U+18BCx                                                                            | 𘯀 | 𘯁 | 𘯂 | 𘯃 | 𘯄 | 𘯅 | 𘯆 | 𘯇 | 𘯈 | 𘯉 | 𘯊 | 𘯋 | 𘯌 | 𘯍 | 𘯎 | 𘯏 |
| U+18BDx                                                                            | 𘯐 | 𘯑 | 𘯒 | 𘯓 | 𘯔 | 𘯕 | 𘯖 | 𘯗 | 𘯘 | 𘯙 | 𘯚 | 𘯛 | 𘯜 | 𘯝 | 𘯞 | 𘯟 |
| U+18BEx                                                                            | 𘯠 | 𘯡 | 𘯢 | 𘯣 | 𘯤 | 𘯥 | 𘯦 | 𘯧 | 𘯨 | 𘯩 | 𘯪 | 𘯫 | 𘯬 | 𘯭 | 𘯮 | 𘯯 |
| U+18BFx                                                                            | 𘯰 | 𘯱 | 𘯲 | 𘯳 | 𘯴 | 𘯵 | 𘯶 | 𘯷 | 𘯸 | 𘯹 | 𘯺 | 𘯻 | 𘯼 | 𘯽 | 𘯾 | 𘯿 |
| U+18C0x                                                                            | 𘰀 | 𘰁 | 𘰂 | 𘰃 | 𘰄 | 𘰅 | 𘰆 | 𘰇 | 𘰈 | 𘰉 | 𘰊 | 𘰋 | 𘰌 | 𘰍 | 𘰎 | 𘰏 |
| U+18C1x                                                                            | 𘰐 | 𘰑 | 𘰒 | 𘰓 | 𘰔 | 𘰕 | 𘰖 | 𘰗 | 𘰘 | 𘰙 | 𘰚 | 𘰛 | 𘰜 | 𘰝 | 𘰞 | 𘰟 |
| U+18C2x                                                                            | 𘰠 | 𘰡 | 𘰢 | 𘰣 | 𘰤 | 𘰥 | 𘰦 | 𘰧 | 𘰨 | 𘰩 | 𘰪 | 𘰫 | 𘰬 | 𘰭 | 𘰮 | 𘰯 |
| U+18C3x                                                                            | 𘰰 | 𘰱 | 𘰲 | 𘰳 | 𘰴 | 𘰵 | 𘰶 | 𘰷 | 𘰸 | 𘰹 | 𘰺 | 𘰻 | 𘰼 | 𘰽 | 𘰾 | 𘰿 |
| U+18C4x                                                                            | 𘱀 | 𘱁 | 𘱂 | 𘱃 | 𘱄 | 𘱅 | 𘱆 | 𘱇 | 𘱈 | 𘱉 | 𘱊 | 𘱋 | 𘱌 | 𘱍 | 𘱎 | 𘱏 |
| U+18C5x                                                                            | 𘱐 | 𘱑 | 𘱒 | 𘱓 | 𘱔 | 𘱕 | 𘱖 | 𘱗 | 𘱘 | 𘱙 | 𘱚 | 𘱛 | 𘱜 | 𘱝 | 𘱞 | 𘱟 |
| U+18C6x                                                                            | 𘱠 | 𘱡 | 𘱢 | 𘱣 | 𘱤 | 𘱥 | 𘱦 | 𘱧 | 𘱨 | 𘱩 | 𘱪 | 𘱫 | 𘱬 | 𘱭 | 𘱮 | 𘱯 |
| U+18C7x                                                                            | 𘱰 | 𘱱 | 𘱲 | 𘱳 | 𘱴 | 𘱵 | 𘱶 | 𘱷 | 𘱸 | 𘱹 | 𘱺 | 𘱻 | 𘱼 | 𘱽 | 𘱾 | 𘱿 |
| U+18C8x                                                                            | 𘲀 | 𘲁 | 𘲂 | 𘲃 | 𘲄 | 𘲅 | 𘲆 | 𘲇 | 𘲈 | 𘲉 | 𘲊 | 𘲋 | 𘲌 | 𘲍 | 𘲎 | 𘲏 |
| U+18C9x                                                                            | 𘲐 | 𘲑 | 𘲒 | 𘲓 | 𘲔 | 𘲕 | 𘲖 | 𘲗 | 𘲘 | 𘲙 | 𘲚 | 𘲛 | 𘲜 | 𘲝 | 𘲞 | 𘲟 |
| U+18CAx                                                                            | 𘲠 | 𘲡 | 𘲢 | 𘲣 | 𘲤 | 𘲥 | 𘲦 | 𘲧 | 𘲨 | 𘲩 | 𘲪 | 𘲫 | 𘲬 | 𘲭 | 𘲮 | 𘲯 |
| U+18CBx                                                                            | 𘲰 | 𘲱 | 𘲲 | 𘲳 | 𘲴 | 𘲵 | 𘲶 | 𘲷 | 𘲸 | 𘲹 | 𘲺 | 𘲻 | 𘲼 | 𘲽 | 𘲾 | 𘲿 |
| U+18CCx                                                                            | 𘳀 | 𘳁 | 𘳂 | 𘳃 | 𘳄 | 𘳅 | 𘳆 | 𘳇 | 𘳈 | 𘳉 | 𘳊 | 𘳋 | 𘳌 | 𘳍 | 𘳎 | 𘳏 |
| U+18CDx                                                                            | 𘳐 | 𘳑 | 𘳒 | 𘳓 | 𘳔 | 𘳕 |    |    |    |    |    |    |    |    |    |    |
| U+18CEx                                                                            |    |    |    |    |    |    |    |    |    |    |    |    |    |    |    |    |
| U+18CFx                                                                            |    |    |    |    |    |    |    |    |    |    |    |    |    |    |    |    |